# Aldona Anna Litevská
Aldona, křtěná Ona nebo Anna (asi 1309 – 26. května 1339) byla polská královna (1333–1339) jako manželka Kazimíra III. Jejím otcem byl litevský velkokníže Gediminas. Její pohanské jméno Aldona zmiňuje až o více než 250 let později ve 2. pol. 16. stol. pouze Matěj Stryjkowský ve své kronice.

## Život
Aldona se vdala za Kazimíra III., když mu bylo 15 nebo 16 let. Nevěsta byla zřejmě ve stejném věku. Svatba proběhla 30. dubna nebo 16. října 1325 a jednalo se o čistě politický tah, který měl za účel upevnit polsko-litevskou koalici proti Řádu německých rytířů. Kazimír hledal spojence ve sporu s tímto řádem o Pomořansko. Gediminas propustil všechny polské vězně (zajatce z předchozích bitev), kterých bylo okolo 25 000. Důležitost tohoto sňatku dokládá i to, že opustil své původní plány na to, že se ožení s Jitkou Lucemburskou.
Toto spojenectví se prakticky projevilo, když spojené síly Polska a Litvy zaútočily v roce 1326 na Braniborsko. Spojenectví nebylo silné a okolo roku 1330 se zhroutilo, ale nejsou důkazy o tom, že by spolu Polsko a Litva ve zbývajících 9 letech Aldonina života bojovaly. Aldona zemřela náhle v roce 1339 ve věku asi 30 let a jako první polská královna a první žena byla pohřbena v katedrále v Krakově. Aldona je vzpomínána pro svou zbožnost a lásku k hudbě. Vždy ji doprovázeli dvorní hudebníci.
Aldona měla s Kazimírem dvě dcery:
- Alžbětu Polskou (1326–1361), která byla provdána za pomořanského vévodu Bogislava V.[4]. Měli spolu dceru (Aldoninu vnučku) Alžbětu Pomořanskou, poslední manželku římského císaře Karla IV.
- Kunhutu (ca 1328–1357), která se místo své sestry Alžběty vdala 1. ledna 1345 za Ludvíka VI. Bavorského, syna římského císaře

Kazimír III., známý během života svými milostnými aférami, se po smrti Aldony oženil ještě třikrát.